# Сарко дель Валье-и-Уэт, Антонио Ремон
Антонио Ремон Сарко дель Валье-и-Уэт (исп. Antonio Remón Zarco del Valle y Huet; 1785—1866) — испанский военный инженер и писатель.
Учился в Академии Алкала, выпущен в 1804 году в чине младшего лейтенанта Корпуса инженеров. Принимал участие в Пиренейских войнах, в 1810—1811 годах участвовал в обороне Кадиса. Попал в плен в Валенсии в 1812 году, находился во Франции, откуда освободился в 1814 году.
Он также принимал участие в Гражданской войне и Первой карлистской войне. В течение семи дней в марте 1820 года был временным Министром обороны. В 1822 года был председателем Совета Каталонии.
Дважды (1843—1854 и 1856—1860) был Главным инженером испанской армии, предпринял крупную реорганизацию Корпуса инженеров, вывел его на уровень лучших европейских армий.
Сенатор от провинции Малага с 1838 по 1841 и с 1845 по 1846 год. Член-основатель и первый президент Королевской академии наук в 1847 году. С 1848 года — член Королевской академии изящных искусств. Кавалер ордена Золотого Руна. Почётный член СПб. АН с 13 ноября 1851 года.